# Грант Грін
Грант Грін (англ. Grant Green; 6 червня 1935, Сент-Луїс, Міссурі — 31 січня 1979, Нью-Йорк) — американський джазовий гітарист.

## Біографія
Народився 6 червня 1935 року в Сент-Луїсі, Міссурі. Навчився грати на гітарі у свого батька-гітариста; у віці 13 років грав з госпел-гуртами. У 1950-х роках виступав у своєму рідному місті в ритм-енд-блюзових гуртах і джазових комбо; з Джиммі Форрестом, Гаррі Едісоном і Лу Дональдсоном доки у 1960 році не переїхав до Нью-Йорка за пропозицією Дональдсона; працював з Семом Лазаром, Джеком Макдаффом. 
Працював з органістами Макдаффом, Бебі Фейс Віллеттом, Глорією Коулмен, Біг Джоном Паттоном і Ларрі Янгом; у 1950-х і 1960-х допоміг створити стандарт для тріо з органом, гітарою і ударними. Після переїду до Нью-Йорка записувався на лейблі Blue Note в якості соліста. У 1960-х багато записувався; також очолював власні гурти в Нью-Йорку. Грав з Стенлі Террентайном, Дейвом Бейлі, Юсефом Латіфом, Джо Гендерсоном, Генком Моблі, Гербі Генкоком, Маккоєм Тайнером і Елвіном Джонсом. 
У 1969 і 1970 роках не займався музикою через проблеми з наркотиками, що негативно позначилось на його здоров'ї; пізніше знову записуватися на Blue Note. У 1974 році мешкав у Детройті. Написав саундтрек до кінофільму «Останній відлік» (1980). У 1978 році був госпіталізований.
Помер 31 січня 1979 року в Нью-Йорку у віці 43 років від серцевого нападу у своєму автомобілі. Похований на кладовищі Грінвуд в Сент-Луїсі. У нього залишилось 6 дітей.

## Дискографія
- Grant's First Stand (Blue Note, 1961)
- Green Street (Blue Note, 1961)
- Sunday Mornin' (Blue Note, 1962)
- Grantstand (Blue Note, 1961)
- The Latin Bit (Blue Note, 1963)
- Feelin' the Spirit (Blue Note, 1963)
- Am I Blue (Blue Note, 1965)
- Goin' West (Blue Note, 1969)